# Atomizm
Atomizm fizykalny – teoria o ziarnistej, nieciągłej strukturze materii, twierdzenie, że materia składa się z niepodzielnych elementów, niegdyś atomów, a współcześnie: cząstek elementarnych.

## Atomizm starożytny
Atomizm był starożytnym nurtem filozofii przedsokratejskiej, zaliczanym do filozofii przyrody. Zapoczątkował ją Leucyp (V w. p.n.e.), a pełną postać nadał jej Demokryt.
Atomiści przyjęli, że zasadą świata są atomy, które są wieczne i niepodzielne. Z jakościowo jednorodnych a ilościowo i geometrycznie zróżnicowanych atomów wywodzą się wszystkie istniejące rzeczy. Również człowiek powstaje z atomów: ciało i dusza – ukształtowane są z ich różnych rodzajów.
Powstawanie rzeczy jest skupianiem się atomów natomiast ginięcie jest ich rozpadem. Nie rozpadają się one w niebyt bo z niego nie pochodzą. Atomy znajdują się w ciągłym ruchu. Atomiści nauczali, że wszystko dzieje się z określoną przyczyną, z konieczności.
Oprócz filozofii przyrody, starożytni atomiści zajmowali się także antropologią filozoficzną. Nauczali, by nie troszczyć się o dobro ciała, lecz duszy, bo ta jest boska. Demokryt uważał też szczęście za cel życia i utożsamiał je z przyjemnością duszy. Wychwalał panowanie człowieka nad zmysłami, a także takie cnoty jak sprawiedliwość, dobroć i wolę czynienia dobra.
W Indiach poglądy atomistyczne głosił Kanada (filozof).

## Atomizm nowożytny
Atomizm został przyjęty w nauce nowożytnej w XVII w. przez Gassendiego, Boyle i Newtona, w XIX w. przez Daltona.

## Inne znaczenia atomizmu
- Asocjacjonizm, (Taine), psychologia empirystyczna (A.N. Whitehead)
- monadyzm, zwany też atomizmem metafizycznym (Gottfried Wilhelm Leibniz)
- atomizm moralny (A. Gide)
- atomizm logiczny (B. Russell)